# Mangifera linearifolia
Mangifera linearifolia är en sumakväxtart som först beskrevs av Mukh., och fick sitt nu gällande namn av A.J.G.H. Kostermans. Mangifera linearifolia ingår i släktet Mangifera och familjen sumakväxter. Inga underarter finns listade i Catalogue of Life.